# Place du Parlement
La place du Parlement (en español, 'plaza del Parlamento') es una plaza situada en el centro de la ciudad de Burdeos, Francia, en concreto en el barrio de Saint Pierre, cerca de la place de la Bourse. Está catalogada monument historique desde 1952.

## Geografía

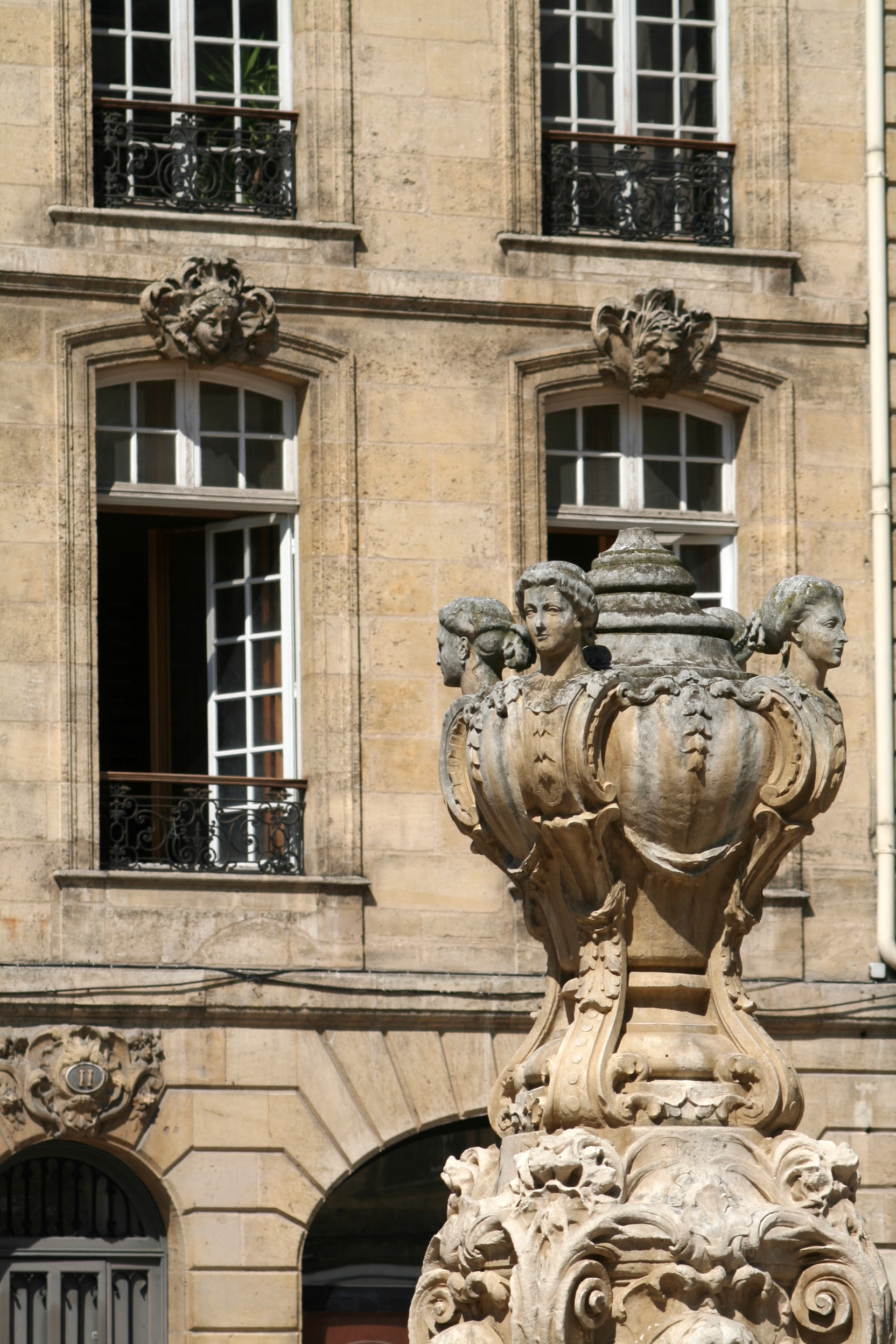
La Fontaine du Parlement.

La plaza está rodeada al noroeste por la Rue des Lauriers, del oeste al este por la rue du Parlement Saint-Catherine, al noreste (hacia el Garona) por la rue Fernand-Philippart, y al sureste por la rue du Pas-Saint-Georges.

## Historia
La place du Parlement se creó en 1760 con el nombre de place du Marché Royal y durante la Revolución francesa fue rebautizada place de la Liberté. Su denominación actual recuerda al Parlamento de Burdeos, instituido en 1451 y suprimido en 1790. 

## Arquitectura
Los edificios que la rodean datan de la primera mitad del siglo XVIII y sus fachadas están ricamente decoradas. Están ordenadas en crujías y tienen tres plantas que jerarquizan las ventanas, separadas horizontalmente por bandas salpicadas de mascarones y agrafes. También tienen balaustradas de hierro forjado. 
La Fontaine du Parlement data del Segundo Imperio. Fue instalada en 1865 y diseñada por el arquitecto bordelés Louis-Michel Garros, a quien también debemos el Hôtel Exshaw, bello ejemplo del estilo neogótico inglés, su obra más importante. Su pavimento, renovado en 1980, se compone de grandes losas de piedra.